# Стоян Брънчов
Стоян Генчо Брънчов е български търговец и ханджия, първи кмет на Орхание (1878 – 1879). Известен е като Чорбаджи Брънчо.

## Биография
Роден е през 1825 г. Избран е за кмет на Орхание на 4 януари 1878 г. в присъствието на софийския губернатор Пьотр Алабин и вицегубернатора Марин Дринов. По време на неговото управление се подпомага подобрението на разрушените по време на Руско-турската война сгради и материална подкрепа на пострадалите семейства. Народен представител в I обикновено народно събрание от Орхание. След това отново е кмет. През 1883 г. в Орхание е създадено първото читалище „Напредък“. Той разпространява из града новината за извършеното на 6 септември 1885 г. Съединението на Източна Румелия с Княжество България. По време на Сръбско-българската война са изградени складове за продоволствия и боеприпаси. По това време е открита военна болница и първата аптека в Орхание.
Негов син е Васил Брънчов, който също е кмет на Орхание в периода 1894 – 1898 г.